# Acroneuria sinica
Acroneuria sinica és una espècie d'insecte plecòpter pertanyent a la família dels pèrlids que es troba a Àsia: la Xina.